# 庚七醇
庚七醇，是一種天然糖醇 ，含有七个碳原子。它是广泛分布在植物，红藻，真菌，苔藓和地衣中的物质。 它也被发现来自大肠杆菌的脂多糖。在某些较高等的植物中，例如报春花属，庚七醇有几个重要的生理作用。 它充当光合作用产物，韧皮部运输，和储存糖类。
庚七醇可以作為天然的甜味剂或製成代糖。
首次發現于1889年，由法国化学家Émile Bourquelot，在多汁乳菇中中分离出来庚七醇的白色结晶物质。